# Joan Casanovas
Pour les articles homonymes, voir Casanovas.
Joan Casanovas i Maristany, né le 11 août 1890 à Sant Sadurní d'Anoia et mort à Valras-Plage le 7 juillet 1942, est un avocat et homme politique catalaniste, militant d'État catalan puis cofondateur de la Gauche républicaine de Catalogne. Il fut vice-président de la Généralité de Catalogne entre décembre 1931 et octobre 1932, président du Parlement de Catalogne entre juin 1933 et octobre 1938, puis premier conseiller et président du conseil exécutif de la Généralité entre juillet et septembre 1936.